# Taken Alive
Pour plus de détails, voir Fiche technique et Distribution.
Taken Alive est un film américain de 1995 réalisé par Philip Marcus.

## Synopsis
En Sardaigne, une agent secrète, Veronica, essaie de sauver la maîtresse du président qui a été enlevée. Elle s'associe avec un sculpteur local, Enrico.

## Fiche technique
- Titre : Taken Alive
- Réalisation : Philip Marcus
- Scénario : Franco Columbu, Christopher Holmes et Bobb Hopkins
- Musique : Clif Magness
- Photographie : Kevin Ward
- Montage : Christopher Holmes et Liza Sullivan
- Production : Franco Columbu
- Société de production : C. P. Productions et What's It
- Pays :  États-Unis
- Genre : Action et espionnage
- Durée :
- Dates de sortie : 
  -  États-Unis : 1995

## Distribution
- Franco Columbu : Enrico Costa
- Barbara Niven : Veronica
- Frank Stallone : Marty Moretti
- William Smith : L. E.
- Frankie Thorn : Angela Howard
- Robert Ginty : Robert Boyd
- Van Quattro : Eddie Morley
- Marino Masè : Paolo Bigetti
- Audrey Brunner : Rusty
- Arthur Brunner : Arturo
- Nancy Merrill : Tina Agnelli